# Амазонки авангарда
«Амазонки авангарда» — собирательное именование ведущих русских и советских художниц начала XX века, признанных мастеров авангардного (передового) направления русской живописи, работавших в таких стилях, как абстракционизм, кубизм, примитивизм и футуризм.
В основном применяется к шести наиболее знаменитым художницам этого периода: Наталья Гончарова, Любовь Попова, Ольга Розанова, Александра Экстер, Варвара Степанова, Надежда Удальцова, однако может употребляться более расширенно, для всех передовых художниц Российской империи и Советского союза 1900—1920-х годов. Сами художницы этого именования не использовали, термин начал использоваться с 2000-х годов.

## Название
Выражение «амазонка» относительно русских художниц этого поколения заимствовано из мемуаров их современника, поэта и исследователя футуризма Бенедикта Лившица, который в своей книге 1933 года «Полутораглазый стрелец» написал о трех художницах — Гончаровой, Розановой и Экстер так:
Эти три замечательные женщины все время были передовой заставой русской живописи и вносили в окружавшую их среду тот воинственный пыл, без которого оказались бы немыслимы наши дальнейшие успехи. Этим настоящим амазонкам, скифским наездницам, прививка французской культуры сообщила только большую сопротивляемость западному «яду», и если ни одна из них не вырезала у себя правой груди, чтобы заменить её досекинской тубой, то удержали их от этого главным образом соображения эстетического порядка.

### Глава в книге Яблонской
В 1990 в Нью-Йорке на английском языке вышла книга «Русские женщины-художницы нового времени» (1900—1935)" / «Women artists of Russia’s New Age. 1900—1935» советского искусствоведа Мюды Яблонской (1926—1990). Одна из глав её книги называлась именно «Амазонки авангарда», используя образ Лившица. В этой главе рассказывалось о Гончаровой, Розановой, Поповой, Экстер, Степановой и Удальцовой.

### Выставка 1999—2001 годов
Поворотным событием, сделавшим это выражение крылатым, стала выставка под названием «Амазонки авангарда» (Amazons of the Avant-Garde), прошедшая в 1999—2001 годы на нескольких площадках мира (города по алфавиту: Музей Гуггенхайма, Берлин, 10 июля — 17 октября 1999 / Музей Гуггенхайма, Бильбао, 13 июня — 27 августа 2000 / Музей Пегги Гуггенхайм, Венеция, 1 марта — 28 мая 2000 / Музей Соломона Р. Гуггенхайма, Нью-Йорк, 7 сентября 2000 — 7 января 2001 / Королевская академия, Лондон, ноябрь 1999 — 6 февраля 2000 / Третьяковская галерея, Инженерный корпус, Москва, 13 февраля 2001 — 28 марта). Впервые за всю историю существования Фонда Гуггенхайма одну и ту же выставку последовательно показали во всех его зданиях в разных странах, по некоторым сведениям, показ в России изначально не планировался.
Идея проекта, по одним сведениям, принадлежала Николасу Ильину, представителю Фонда Гуггенхайма в Европе, по другим — Трегуловой, вынашивавшей её много лет. Исследователи творчества Розановой, однако, пишут, что «идея этой выставки совершенно очевидным образом восходит к книге советского искусствоведа Мюды Яблонской, вышедшей на английском языке в 1990 году, хотя имя Яблонской организаторами выставки ни разу не упоминалось». Проект готовился пять лет. Кураторами выступали Джон Боулт, Мэтью Дратт и, с российской стороны — Зельфира Трегулова.

В своем интервью Трегулова рассказывала: 
…выставка обязана своим рождением именно феминизму. Дело было в 1992 году, за неделю до открытия выставки «Великая утопия» в Нью-Йорке. Когда мы её монтировали, там проходил парад феминисток, на который меня пригласили коллеги из Музея Гуггенхайма. Они пошли туда с детьми, с мужьями. Меня тогда поразила агрессивность матерых феминисток. Это оказалось настолько отталкивающим, что, пройдя несколько кварталов, я извинилась и ушла. В это же время Музей Гуггенхайма открыл отделение в Сохо. И все Сохо было заклеено феминистскими плакатами: «Том Кренц! Ты ненавидишь женщин, ты в своем музее не показываешь их искусство, и единственная женщина, которую ты показываешь, — это Луиз Буржуа!» А мы, работавшие на «Утопии», были преисполнены величайшего уважения к Томасу Кренцу — директору Фонда Гуггенхайма. Однажды ночью мы прогуливались по Сохо, снова посмотрели на этот плакат, и моя коллега, Фаинна Балаховская, с которой мы тогда работали, сказала: «Слабо после „Великой утопии“ сделать „Женщин русского авангарда“»?! 
На выставке были показаны более 70 работ из 20 музейных и частных собраний: ГТГ, ГРМ, ГМИИ имени А. С. Пушкина, а также 16 региональных музеев России, ряда частных собраний — российских и зарубежных, а также крупнейших музеев Западной Европы и США. Это были картины, созданные тремя художницами, названными Лившицем (Гончаровой, Розановой и Экстер) и тремя авторам, добавленным Яблонской (Поповой, Степановой и Удальцовой), в период с 1907 по 1922 год. Куратор Джон Боулт характеризовал концепцию так: «Мы тоже этой выставкой хотели как-то изолировать этих художниц от революции. Обычно, особенно на Западе, есть какая-то автоматическая ассоциация — „авангард, значит, Октябрьская революция“. (…) А во-вторых, если мы посмотрим на Европу или Америку — на художественное искусство начала века в этих странах, то мы не увидим аналогичных групп женщин — только в России действительно были такие сильные и удивительные женщины».
Выставка пользовалась большой популярностью, в совокупности в разных городах её посетило более 900 тыс. человек. Согласно «Энциклопедии русского авангарда», выставка «имела огромный успех и стала завершающим этапом в ряде международных выставочных проектов по искусству русского авангарда».
К выставке был выпущен каталог на нескольких языках: немецкое, английское, итальянское, испанское и русское издания. Затем в 2004 году последовало одноимённое издание с многочисленными научными статьями на русском языке. В них были напечатаны исследовательские и документальные материалы о жизни и творчестве художниц, а также материалы о гендерной проблеме в русской культуре рубежа XIX—XX веков.

## Характеристика
Андрей Сарабьянов рассказывает, что интерес к феномену «женского творчества» в русском авангарде возник впервые на Западе в конце 1960-х годов, вместе с интересом к этому искусству в целом и одновременно с возрождением феминизма. Впервые их искусство было показано на выставке «Художницы русского авангарда» в Галерее Гмуржинска (1980, Кёльн). В 1990 году была издана книга «Women artists of Russia’s New Age. 1900—1935» М. Яблонской.
Международный проект «Амазонки авангарда», где было показано шесть авторов, вывел понятие на новый уровень. В дальнейшем круг «амазонок» значительно расширился: в него были включены имена Е. Г. Гуро, В. Е. Пестель, М. М. Синяковой и других.

### Термин
Термин подвергается критике по разным причинам.
В статье, посвященной открытию выставки в Москве в 2001 году, Григорий Ревзин подверг её резкой критике как эксплуатирующей модное на Западе и, по его мнению, надуманное и бессмысленное явление феминизма. Эта ситуация была типичной для российского восприятия той эпохи; так, Екатерина Деготь в 1999 году об этой же выставке пишет: «У нашего зрителя попытка сгруппировать художников по половому признаку вызывает обычно иронию или протест — факты дискриминации женщин в истории мирового искусства у нас плохо известны и не осмыслены».
С другой стороны, гендерные исследователи в 2020-е годы считают его уже устарелым и обесценивающим индивидуальность каждой из авторов. Например, феминистический портал Wonderzine пишет, что из-за этого обобщающего термина художницы эпохи «попали в загончик „женского искусства“. откуда вряд ли выберутся в ближайшую сотню лет». В 2023 году в «ГЭС-2» прошла выставка, посвященная Ольге Розановой и её влиянию; и куратор его выставочных проектов Елена Яичникова по этому поводу отмечала: «Ревизия искусства авангарда — важная задача. Необходимо распаковать категорию „амазонки авангарда“ — показать несводимость этой группы художниц к зонтичному определению, выделить своеобразие каждой из них».
Позже по понятной логике возникло менее распространенное выражение «амазонка второго авангарда» для представительниц нонконформизма, например — Лидия Мастеркова и др.; в 2024 году открылась выставка «Амазонки Новой академии» в галерее «Луч».

### Список авторов
основные героини:
- Гончарова, Наталья Сергеевна
- Попова, Любовь Сергеевна
- Розанова, Ольга Владимировна
- Степанова, Варвара Фёдоровна
- Удальцова, Надежда Андреевна
- Экстер, Александра Александровна

прочие:
- Бубнова, Варвара Дмитриевна
- Гуро, Елена Генриховна
- Дымшиц-Толстая, Софья Исааковна
- Пестель, Вера Ефремовна
- Синякова-Уречина, Мария Михайловна
- Ходасевич, Валентина Михайловна
- И другие, см. Категория:Художницы русского авангарда